# Lansford Spence
Lansford Spence (ur. 15 grudnia 1982) – jamajski lekkoatleta, sprinter.
Najważniejsze osiągnięcia:
- złoty medal igrzysk panamerykańskich (sztafeta 4 x 400 m, Santo Domingo 2003)
- brązowy medal mistrzostw świata (sztafeta 4 x 400 m, Helsinki 2005)
- 8. miejsce podczas igrzysk olimpijskich (sztafeta 4 x 400 m, Pekin 2008)
- brąz igrzysk wspólnoty narodów (sztafeta 4 x 400 m, Melbourne 2006)
- srebro w biegu na 200 metrów oraz w sztafecie 4 x 100 metrów podczas igrzysk Wspólnoty Narodów (Nowe Delhi 2010)
- srebrny medal igrzysk panamerykańskich (bieg na 200 m, Guadalajara 2011)

W startach indywidualnych Spence sięgał po medale (w tym złoty w 2005) Igrzysk Ameryki Centralnej i Karaibów.

## Rekordy życiowe
- bieg na 400 metrów – 44,77 (2005)